# بنیتو فلورو سانز

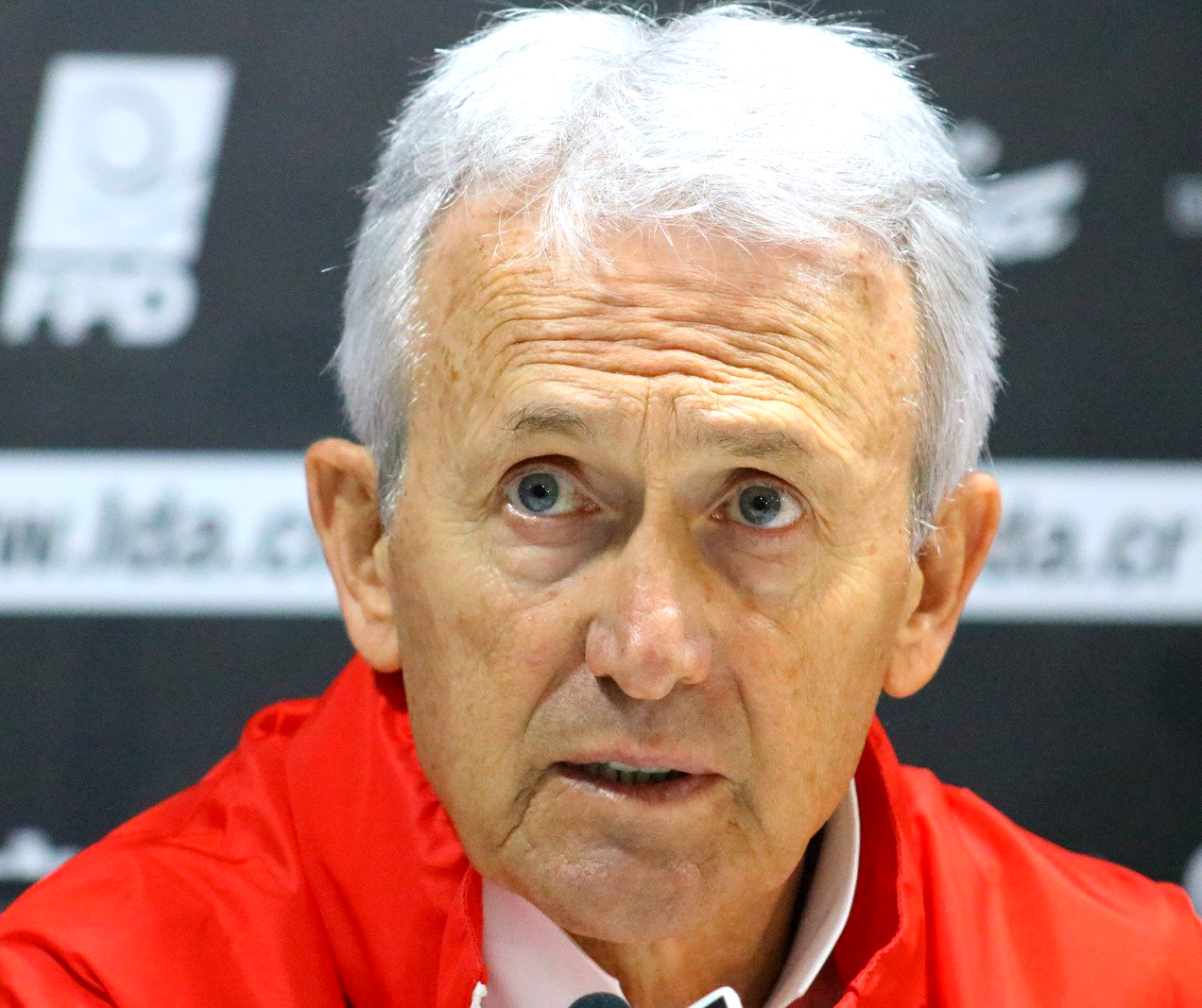
بنیتو فلورو سانز در سال ۲۰۱۷

بنیتو فلورو (به انگلیسی: Benito Floro Sanz) (تولد: ۱۲ ماه ژوئن، سال ۱۹۵۲ میلادی در خیخن/کسیکسن) یک مربی فوتبال اسپانیایی است. او برای مدت کوتاهی سرمربی تیم رئال مادرید بود. به گزارش خبرگزاری فوتبال ایران ، «بنیتو فلورو سرمربی سابق رئال که از فصل ۹۲ تا ۹۴ سرمربی این تیم بوده‌است مدنظر پرسپولیسی‌ها قرار دارد. او بیشتر شهرت خود در فوتبال اسپانیا را مدیون درخشش با آلباسته‌است.این مربی ۵۷ ساله سرمربی تیمهای مختلفی بوده‌است، از رئال مادرید تا ویارئال و از ویسل کوبه تا اسپورتینگ گیخون.آخرین تیمی که فلورو هدایت آن را بر عهده داشته، بارسلونا اس سی اکوادور است که در اول ژوئن سال جاری از آن اخراج شده‌است.»